# Fukuisaurus
A Fukuisaurus (jelentése 'Fukui-gyík', a japán Fukui prefektúrára utalva) egy növényevő ornithopoda dinoszaurusznem, amely a kora kréta időszakban élt a mai Japán területén. A Fukuisaurus (フクイサウルス) maradványait 1990-ben fedezték fel Kacujamában, a Kitadani Formációban. A típusfajról, a Fukuisaurus tetoriensisről, Kobajasi Josicugu és Azuma Jóicsi készített leírást 2003-ban. Fosszilizálódott koponyája hasonlít az Iguanodonéra,  az Ouranosauruséra és az Altirhinuséra.

## Külső hivatkozások
- 'Fukuisaurus tetoriensis'. DinoData.org. (Hozzáférés: 2009. június 29.)
- Iguanodontia. Thescelosaurus!. [2009. április 25-i dátummal az eredetiből archiválva]. (Hozzáférés: 2009. június 29.)